# Opius derus
Opius derus är en stekelart som beskrevs av Papp 1989. Opius derus ingår i släktet Opius och familjen bracksteklar. Inga underarter finns listade i Catalogue of Life.